# E3-prijstunnel
De E3-prijstunnel is een ongelijkgrondse kruising van de N36 en de N43 in de Belgische stad Harelbeke, gebouwd in 2007. De tunnel is genoemd naar de wielerwedstrijd E3-Prijs Harelbeke.
Bovengronds passeert de N43 met vijf rijstroken (een busbaan links en rechts, één voorsorteerstrook naar links en twee rijstroken). Ondergronds passeert de N36 met twee rijstroken en twee afzonderlijke fietstunnels.